# Günterfürst
Günterfürst ist ein Stadtteil von Erbach im südhessischen Odenwaldkreis.

## Geografie
Das offenes Dorf Günterfürst mit unregelmäßigem Grundriss liegt bei doppelseitiger Gehängelage im Buntsandstein-Odenwald, ca. 2,5 km südöstlich von Erbach. Es ist umgeben von einer hochgelegenen Rodungsinsel zwischen Mümling und Mossaubach auf 320 m ü. NHN. Das Gebiet des Stadtteils besteht aus der Gemarkung  Günterfürst mit einer Fläche von 408 Hektar,, davon sind 170 Hektar Wald. Die Ortslage befindet sich auf 310 bis 345 m ü. NHN und der höchste Punkt der Gemarkung ist der 441 m hohe Geisberg.
An den Stadtteil Günterfürst grenzen, von Norden beginnend, im Uhrzeigersinn, die Erbacher Stadtteile Elsbach, Lauerbach, Schönnen, Haisterbach, die Mossautaler Ortsteilw Hüttenthal und Unter-Mossau. Der Ort ist über die Kreisstraße 46 erreichbar. Diese zweigt von der Bundesstraße 45 zwischen Schönnen und Lauerbach in westlicher Richtung ab.

## Geschichte

### Ortsgeschichte
Das Bestehen des Ortes ist unter dem Namen Gundersfirst seit 1347 urkundlich bezeugt. Der Name ist zurückzuführen auf einen Eigennamen und das Wort „First“, was Bergrücken bedeutet.
Günterfürst gehörte zum Amt Erbach der Grafschaft Erbach, die mit der Mediatisierung 1806 Teil des Großherzogtums Hessen wurde. Ab 1822 gehörte Günterfürst zum Landratsbezirk Erbach, ab 1852 zum Kreis Erbach (ab 1939: „Landkreis Erbach“), der – mit leichten Grenzberichtigungen – seit 1972 Odenwaldkreis heißt. Nach Auflösung des Amtes Erbach 1822 nahm die erstinstanzliche Rechtsprechung für Günterfürst das Landgericht Michelstadt wahr, ab 1879 das Amtsgericht Michelstadt.
Günterfürst wurde im Zuge der Gebietsreform in Hessen zum 31. Dezember 1971 auf freiwilliger Basis in die Stadt Erbach eingemeindet. Für Günterfürst wurde ein Ortsbezirk errichtet.

### Verwaltungsgeschichte im Überblick
Die folgende Liste zeigt die Staaten und Verwaltungseinheiten, denen Günterfürst angehört(e):
- vor 1718: Heiliges Römisches Reich, Grafschaft Erbach, Amt Erbach (Zent Erbach)
- ab 1718: Heiliges Römisches Reich, Grafschaft Erbach-Erbach, Anteil an der Grafschaft Erbach, Amt Erbach
- ab 1806: Großherzogtum Hessen (Souveränitätslande),[Anm. 2] Fürstentum Starkenburg, Amt Erbach (Standesherrschaft Erbach)
- ab 1815: Großherzogtum Hessen[Anm. 3] (Souveränitätslande), Provinz Starkenburg, Amt Erbach
- ab 1822: Großherzogtum Hessen, Provinz Starkenburg, Landratsbezirk Erbach[Anm. 4]
- ab 1848: Großherzogtum Hessen, Regierungsbezirk Erbach
- ab 1852: Großherzogtum Hessen, Provinz Starkenburg, Kreis Erbach
- ab 1871: Deutsches Reich,[Anm. 5] Großherzogtum Hessen, Provinz Starkenburg, Kreis Erbach
- ab 1918: Deutsches Reich, Volksstaat Hessen,[Anm. 6] Provinz Starkenburg, Kreis Erbach
- ab 1938: Deutsches Reich, Volksstaat Hessen, Landkreis Erbach[9][Anm. 7]
- ab 1945: Deutsches Reich, Amerikanische Besatzungszone,[Anm. 8] Groß-Hessen, Regierungsbezirk Darmstadt, Landkreis Erbach
- ab 1946: Deutsches Reich, Amerikanische Besatzungszone, Land Hessen, Regierungsbezirk Darmstadt, Landkreis Erbach
- ab 1949: Bundesrepublik Deutschland, Land Hessen, Regierungsbezirk Darmstadt, Landkreis Erbach
- ab 1972: Bundesrepublik Deutschland, Land Hessen, Odenwaldkreis, Kreisstadt Erbach

## Bevölkerung

### Einwohnerentwicklung
- 1961: 331 evangelische (= 88,50 %), 43 katholische (= 11,50 %) Einwohner[1]

| Günterfürst: Einwohnerzahlen von 1829 bis 2023 | Günterfürst: Einwohnerzahlen von 1829 bis 2023 | Günterfürst: Einwohnerzahlen von 1829 bis 2023 | Günterfürst: Einwohnerzahlen von 1829 bis 2023 | Günterfürst: Einwohnerzahlen von 1829 bis 2023 |
| --- | ---------------------------------------------- | ---------------------------------------------- | ---------------------------------------------- | ---------------------------------------------- |
| Jahr |                                                |                                                |                                                | Einwohner                                      |
| 1829 | 1829                                           |                                                | 153                                            | 153                                            |
| 1834 | 1834                                           |                                                | 156                                            | 156                                            |
| 1840 | 1840                                           |                                                | 222                                            | 222                                            |
| 1846 | 1846                                           |                                                | 287                                            | 287                                            |
| 1852 | 1852                                           |                                                | 266                                            | 266                                            |
| 1858 | 1858                                           |                                                | 217                                            | 217                                            |
| 1864 | 1864                                           |                                                | 252                                            | 252                                            |
| 1871 | 1871                                           |                                                | 250                                            | 250                                            |
| 1875 | 1875                                           |                                                | 260                                            | 260                                            |
| 1885 | 1885                                           |                                                | 287                                            | 287                                            |
| 1895 | 1895                                           |                                                | 302                                            | 302                                            |
| 1905 | 1905                                           |                                                | 327                                            | 327                                            |
| 1910 | 1910                                           |                                                | 330                                            | 330                                            |
| 1925 | 1925                                           |                                                | 373                                            | 373                                            |
| 1939 | 1939                                           |                                                | 361                                            | 361                                            |
| 1946 | 1946                                           |                                                | 521                                            | 521                                            |
| 1950 | 1950                                           |                                                | 438                                            | 438                                            |
| 1956 | 1956                                           |                                                | 340                                            | 340                                            |
| 1961 | 1961                                           |                                                | 374                                            | 374                                            |
| 1967 | 1967                                           |                                                | 422                                            | 422                                            |
| 1970 | 1970                                           |                                                | 462                                            | 462                                            |
| 1980 | 1980                                           |                                                | ?                                              | ?                                              |
| 1990 | 1990                                           |                                                | ?                                              | ?                                              |
| 2000 | 2000                                           |                                                | ?                                              | ?                                              |
| 2011 | 2011                                           |                                                | 750                                            | 750                                            |
| 2014 | 2014                                           |                                                | 737                                            | 737                                            |
| 2023 | 2023                                           |                                                | 735                                            | 735                                            |
| Datenquelle: Historisches Gemeindeverzeichnis für Hessen: Die Bevölkerung der Gemeinden 1834 bis 1967. Wiesbaden: Hessisches Statistisches Landesamt, 1968. Weitere Quellen: LAGIS; Zensus 2011; Stadt Erbach |                                                |                                                |                                                |                                                |

### Einwohnerstruktur 2011
Nach den Erhebungen des Zensus 2011 lebten am Stichtag, dem 9. Mai 2011, in Günterfürst 750 Einwohner. Darunter waren 27 (3,6 %) Ausländer.
Nach dem Lebensalter waren 99 Einwohner unter 18 Jahren, 273 zwischen 18 und 49, 177 zwischen 50 und 64 und 201 Einwohner waren älter.
Die Einwohner lebten in 240 Haushalten. Davon waren 54 Singlehaushalte, 66 Paare ohne Kinder und 96 Paare mit Kindern, sowie 21 Alleinerziehende und 3 Wohngemeinschaften. In 48 Haushalten lebten ausschließlich Senioren und in 165 Haushaltungen lebten keine Senioren.

## Politik
Ortsbeirat
Für Günterfürst besteht ein Ortsbezirk (Gebiete der ehemaligen Gemeinde Günterfürst) mit Ortsbeirat und Ortsvorsteher, nach Maßgabe der §§ 81 und 82 HGO und des Kommunalwahlgesetzes in der jeweils gültigen Fassung gebildet. Der Ortsbeirat besteht aus fünf Mitgliedern. Bei den Kommunalwahlen in Hessen 2021 betrug die Wahlbeteiligung zum Ortsbeirat Günterfürst 43,24 %. Alle Kandidaten gehörten der Bürgerliste Günterfürst an. Der Ortsbeirat wählte Christopher Walther zum Ortsvorsteher.

## Bräuche
Jedes Jahr in der Weihnachtszeit vom 1. bis 24. Dezember gibt es das traditionelle Adventsfenster. An den 24 Adventstagen schmückt immer eine Familie ein Fenster des Hauses weihnachtlich aus. Die Bürger treffen sich dann in den Abendstunden mit Kind und Kegel. Es gibt Glühwein und Gebäck und es werden Weihnachtslieder gesungen und Gedichte vorgetragen.

## Verkehr
Günterfürst wird für den überörtlichen Verkehr durch die Kreisstraße K 46 erschlossen, die von der Bundesstraße 45 im Mümlingtal zu diesem Ort hinaufführt und nach der Ortsdurchfahrt in dem südlich benachbarten Haisterbach endet. Die Buslinie 34 der Odenwald-Regional-Gesellschaft (OREG) stellt den öffentlichen Personennahverkehr sicher.